# Lygodactylus bernardi
Espèce
Lygodactylus bernardi est une espèce de geckos de la famille des Gekkonidae.

## Répartition
Cette espèce se rencontre au Malawi et au Zimbabwe.

## Liste des sous-espèces
Selon The Reptile Database (10 octobre 2012) :
- Lygodactylus bernardi bernardi FitzSimons, 1958
- Lygodactylus bernardi bonsi Pasteur, 1962

## Étymologie
Cette espèce est nommée en l'honneur de Bernard Evelyn Buller Fagg (1915–1987) et la sous-espèce en l'honneur de Jacques Bons.

## Publication originale
- FitzSimons, 1958 : On a small collection of reptiles and amphibians from the Inyanga District, S. Rhodesia. Occasional Papers of the National Museum of Southern Rhodesia, vol. 3, p. 204-214.
- Pasteur, 1962 : Notes préliminaires sur les lygodactyles (gekkonidés). II. Diagnose de quelques Lygodactylus d'Afrique. Bulletin de l'Institut fondamental d'Afrique noire, vol. 24, p. 606-614.